# كأس بلجيكا 2006–07
كأس بلجيكا 2006–07 (بالفرنسية: Coupe de Belgique de football 2006-2007)‏ هو موسم من كأس بلجيكا. أشرف على تنظيمه الاتحاد الملكي البلجيكي لكرة القدم، وفاز فيه نادي كلوب بروج.